# 武宝琦
武宝琦（1922年—？），男，山西霍县人，中国分析仪器仪表专家，曾任成都仪器厂副厂长兼总工程师、教授级高级工程师。